# John E. Jackson
John E. Jackson é um maquiador estadunidense. Venceu o Oscar de melhor maquiagem e penteados na edição de 2003 por Frida, ao lado de Beatrice De Alba.